# زنان کوچک (مجموعه تلویزیونی ۲۰۱۷)
زنان کوچک (به انگلیسی: Little Women) یک مینی‌سریال در ژانر درام تاریخیِ بریتانیایی محصول ۲۰۱۷ از تلویزیون بی‌بی‌سی است که از رمان مشهور دوبخشهٔ لوییزا می الکات به همین نام مورد اقتباس قرار گرفته‌است. فیلم‌نامه و اقتباس این مینی‌سریال توسط هایدی توماس انجام شد و ونسا کزول به کارگردانی آن پرداخت. این سه قسمت یک ساعته نخستین‌بار در روز باکسینگ ۲۰۱۷ و در دو روز پیش‌روی آن، از بی‌بی‌سی وان به روی آنتن تلویزیون رفت. بازیگرانی همچون امیلی واتسون، مایا هاک، مایکل گمبون و آنجلا لنسبوری در آن به ایفای نقش پرداختند. تولید سریال به پشتیبانی از رسانه پی‌بی‌اس به اتمام رسید و به‌عنوان بخشی از مجموعه آنتولوژی مسترپیس به نمایش گذاشته شد.

## شخصیت‌ها
مایا هاک در نقش جو مارچ
امیلی واتسون در نقش مارمی
کاترین نیوتون در نقش بث مارچ

## نکات جالب
کارگردان سریال، ونسا کاسویل، بر دقت تاریخی و اصالت دوره‌ای سریال تاکید داشت. او می‌گوید: "ما از بازیگران خواستیم موهای زیر بغلشان را بلند کنند، چرا که این کار در آن زمان رایج بود، و همچنین درخواست کردیم آرایش قابل مشاهده ای نداشته باشند زیرا زنان آن دوره عموما آرایش نداشتند" (یادداشت های تولید زنان کوچک)
مایا هاوک نقشی را بازی کرد که قبلاً توسط وینونا رایدر، همبازی پدرش در فیلم «نیش واقعی» (۱۹۹۴) و همبازی خودش در سریال «چیزهای عجیب‌تر» (۲۰۱۶) بازی شده بود.

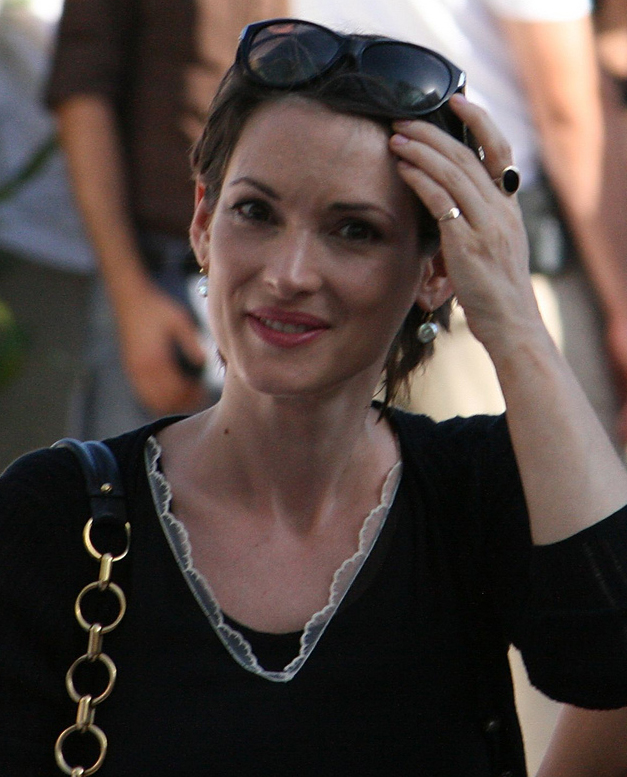
وینونا رایدر، ۲۰۰۹